# EDGE江坂
EDGE江坂（エッジえさか）は、大阪府吹田市の江坂にある事務所ビルである。旧称は、江坂東洋ビル、パシフィックマークス江坂、ビーロット江坂ビル。

## 概要
江坂駅前の大型オフィスビルである。1～2階は主に店舗で、3階以上はオフィスとなっている。
1975年（昭和50年）3月に竣工し、かつてはダイエーやローソンの本店・本社が置かれた「ダイエーグループ本社ビル」（EOC→江坂オフィスセンター）であり、2007年まではローソンの登記上の本店が置かれていた。ビルの名称は長らく「江坂東洋ビル」であった。
所有権は2005年（平成17年）3月にモルガン・スタンレーのSPC「竹橋ホールディング特定目的会社」に移っていたが、2007年（平成19年）4月17日には日本コマーシャル投資法人（現ユナイテッド・アーバン投資法人）が145億円で取得し、同年10月1日に名称が「江坂東洋ビル」から「パシフィックマークス江坂」に変更された。
2020年（令和2年）3月31日にユナイテッド・アーバン投資法人はビーロットに100億2,200万円で売却した。同年10月1日には「ビーロット江坂ビル」に名称変更され、同年11月30日にはビーロットリート投資法人に130億円で売却された。
2022年（令和4年）12月23日には、ビーロットリート投資法人からアンジェロ・ゴードンが組成した「江坂インベストメンツ特定目的会社」に簿価及び鑑定評価額を超える価格で売却された。2024年（令和6年）1月1日付でEDGE江坂に名称変更した。

## 入居者
店舗
- ウエルシア 江坂駅前店（1階）[11]
- タリーズコーヒー 江坂駅前店（1階）[12]
- リブロ江坂店（2階）[13]

オフィス
- アプラス - 以前はアプラスパーソナルローンの本社[14]
- 池田泉州銀行 江坂支店・緑地公園支店[15][16]
- AIG損害保険[17]
- ダスキン健康保険組合[18]
- 富士製薬工業 大阪オフィス[19]

## 交通
- OsakaMetro・北大阪急行電鉄：江坂駅（陸橋で駅直結）